# Dancé (Orne)
Dancé è un comune francese di 396 abitanti situato nel dipartimento dell'Orne nella regione della Normandia.

## Società

### Evoluzione demografica
Abitanti censiti